# M&L Records
M&L Records är ett svenskt skivbolag som ägs till 50 % av Mariann Grammofon och till 50 % av Lionheart International. Bolaget bildades hösten 2002. VD sedan 2002 är Maria Ljunggren Molin (även VD för Lionheart) och styrelseordförande sedan 2006 är Jonas Siljemark (VD för Warner Music Nordic).
Verksamhetens säte finns på Nytorgsgatan i Stockholm. Warner Music och Universal Music turas om (vartannat år) med distributionen.
Bolaget bildades 2002 efter att Lionheart fått med 11 bidrag till det årets svenska melodifestival. Alf Rudin, ekonomichef hos Lionheart , föreslog ett samarbete med Bert Carlssons Mariann Grammofon, vilket ledde till att de två skivbolagen började samarbeta inom ramen för M&L Records AB.  Samtliga år 2003–2014 innehade M&L Records flest rättigheter till melodifestivalbidragen och därmed kunnat ge ut det årliga melodifestivalalbumet med de 32 bidragen.